# 尚村 (埃纳省)
尚村（法語：Champs，法語發音：[ʃɑ̃] ⓘ）是法国上法蘭西大區埃纳省的一个市镇，属于拉昂区。

## 地理
尚村（49°32'27"N, 3°15'12"E）面积9.16 平方千米，位于法国上法蘭西大區埃纳省，该省份为法国北部内陆省份，北起北部省，西接索姆省和瓦兹省，东临阿登省和马恩省，西南至塞纳-马恩省，东北部与比利时接壤。
与尚村接壤的市镇（或旧市镇、城区）包括：库西堡-欧夫里克、福朗布赖、居尼、皮埃尔芒德、蓬圣马尔、圣保罗欧布瓦、特罗利卢瓦尔。

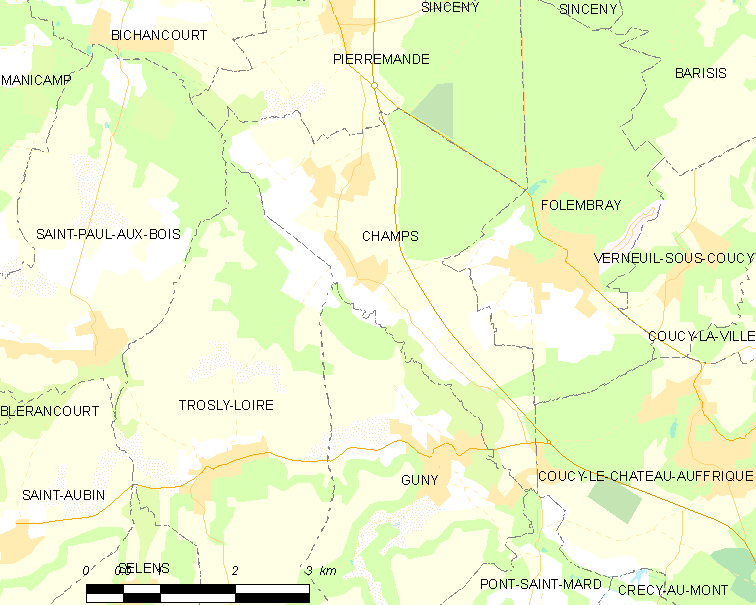
的OSM定位图

尚村的时区为UTC+01:00、UTC+02:00（夏令时）。

## 行政
尚村的邮政编码为02670，INSEE市镇编码为02159。

## 政治
尚村所属的省级选区为埃纳河畔维克县。

## 人口

1962-2008年间人口变化图示

尚村于2022年1月1日时的人口数量为311人。